# Femmes dans les universités en Belgique
Le statut de la femme au sein des universités en Belgique commence à évoluer au partir de la Belle Époque (1870-1914) qui voit avec le plein développement du féminisme des aspirations croissantes de la part des femmes à accéder à une formation dans l'enseignement supérieur ou à exercer des professions jusqu'alors réservées aux hommes. En effet, en Belgique il n'existe pas de lois restreignant l'accès des membres du sexe féminin à une formation de type universitaire. 
Cependant, les mentalités sont encore réticentes à voir des femmes pratiquer des sciences telles que la médecine, ou des disciplines telles que le droit. Cette combinaison d'une réticence de la part des institutions universitaires à accueillir des femmes en leurs seins d'une part, et de la volonté de plus en plus marquée de quelques femmes à effectuer un parcours dans l'enseignement supérieur donne naissance à des cas tels que celui d'Isala Van Diest à qui, en 1873, l'admission à la faculté de médecine de l'Université Catholique de Louvain est refusée par le rectorat. Elle étudiera en Suisse et deviendra la première femme médecin du royaume de Belgique.

## Premières ouvertures aux femmes
En 1880, c'est Université libre de Bruxelles (ULB) qui la première ouvre officiellement ses portes aux femmes. L'année suivante, c'est au tour de l'Université de Liège puis, en 1882, de l'Université de Gand.
Mais si certaines universités s'ouvrent aux femmes, leur représentation reste très marginale car leurs modes de vie ne leur permettent souvent pas d'étudier. D'autre part, la société semble toujours frileuse quant à l'acceptation des femmes comme avocates par exemple. L'affaire Popelin illustre bien le paradoxe qu'est l'ouverture de certaines universités sans que le travail de la femme dans des positions jusque-là réservées aux hommes ne soit accepté.

## Le cas de L'UCL
L'Université Catholique de Louvain ouvre plus tardivement ses portes aux femmes, car si cela semble imminent en 1914, la Grande-Guerre ne le permettra pas de se réaliser avant 1920.
Un an plus tard en 1921, l'UCL compte déjà 39 femmes qui étudient toutefois dans des auditoires séparés de ceux des garçons.
Dix ans plus tard en 1930-31, le pourcentage des filles dans la masse totale d'étudiants n'a toujours pas décollé et ne se trouve par exemple qu'à 5 % du nombre total d'étudiants à l'UCLS.
La fin de la Deuxième Guerre mondiale semble précipiter l'accroissement du pourcentage de femmes par rapport au nombre total d'étudiants. En effet à l'UCL, des 5 % de 1930-31 on passe à 28 % en 1969  pour enfin atteindre 55 % en 2010. L’extension définitive du suffrage universel aux femmes en 1948 et la libération des mœurs de mai 68 peuvent en partie expliquer ce phénomène.